# Robatori (bàsquet)

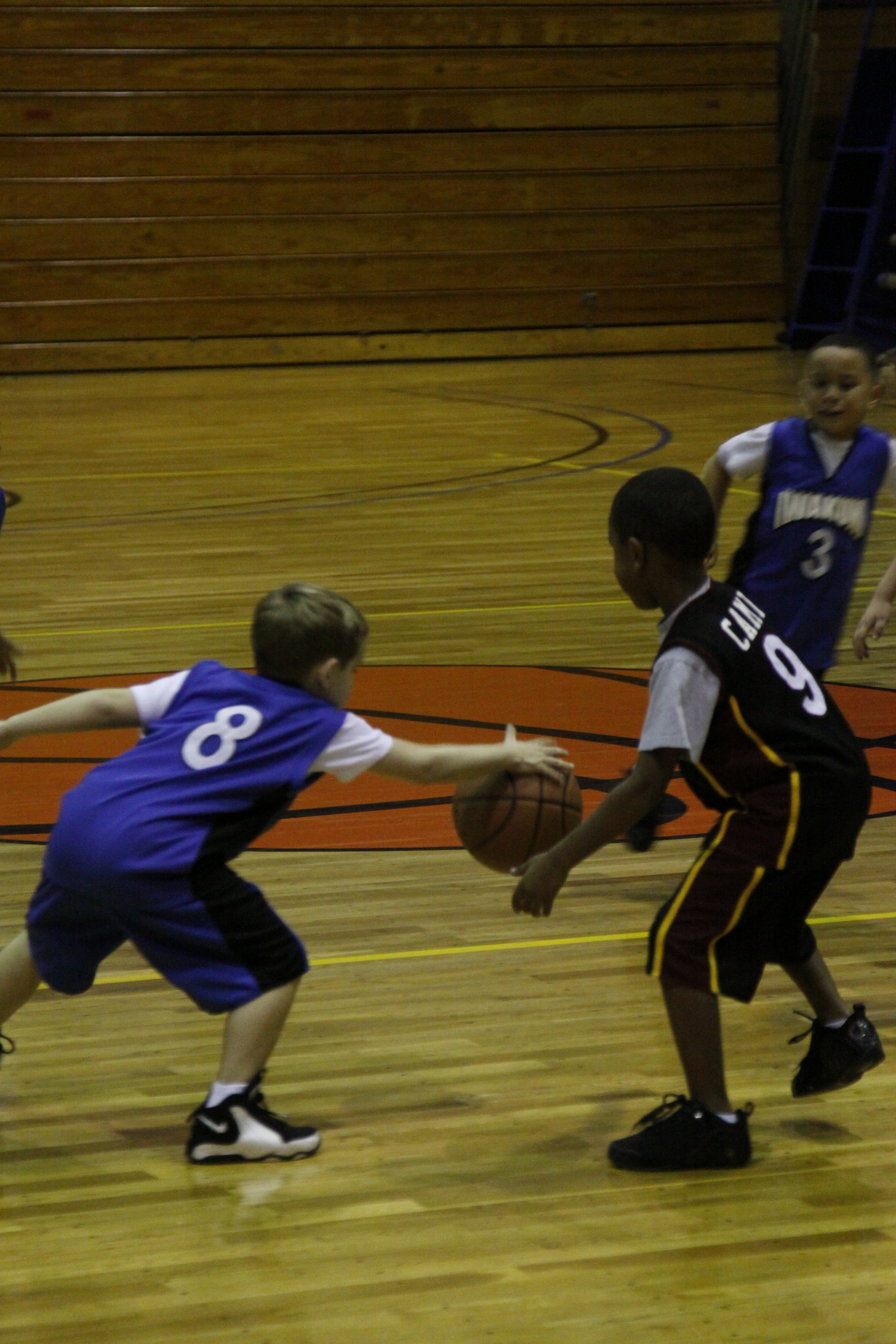
El robatori de pilota és indispensable per a un jugador defensiu.

Un robatori és una de les principals accions defensives durant un partit de basquetbol i es produeix quan un jugador provoca la pèrdua de possessió de la pilota a l'atacant que la duia. Pot fer-ho prenent-li de les mans (sense incórrer en falta personal), mentre bota o interceptant una passada. En canvi, si l'atacant estava llançant a cistella, no es tracta d'un robatori, sinó d'un tap.
El badaloní Joaquim Costa i Puig va ser conegut amb el malnom "El Pispa", ja que va destacar en aquesta faceta defensiva.

## Mecanisme
Robar la pilota requereix una bona anticipació, velocitat i reflexos ràpids, totes les característiques comunes dels bons defensors. No obstant això, com els taps, els robatoris no sempre són un bon mesurador de la capacitat defensiva d'un jugador. Un robatori fallit pot resultar que el defensor quedi fora de la seva posició i no pugui recuperar-se a temps, permetent a l'ofensiu anotar. Per tant, tractar de robar és un risc. Els robatoris, encara que arriscats, poden donar els seus fruits granment, perquè provoquen un contraatac per a l'equip defensiu.
D'altra banda, arriscar massa a l'hora d'intentar un robatori, pot acabar amb el jugador cometent una falta. Quan un equip adopta una tàctica de defensa agressiva, és propens a esgotar massa d'hora el nombre màxim de faltes per període ("posar-se en bonus").
No hi ha una posició prototípica de la qual un jugador pugui obtenir molts robatoris. Mentrestant, els bases més ràpids i petits tendeixen a acumular el nombre més gran de robatoris, hi ha moltes excepcions. Per exemple, l'aler Rick Barry va liderar l'NBA en robatoris en 1974-75, i durant molts anys el pivot Hakeem Olajuwon va liderar al seu equip en la categoria, situant-se sempre entre els líders de la lliga, i és l'únic pivot que està situat el 8è millor de tots els temps en robatoris. Un altre jugador alt que va destacar en aquesta faceta va ser Karl Malone, que figura en la 10a posició de la llista.
Els robatoris s'acrediten al jugador defensiu que causa primer la pèrdua de la pilota, fins i tot si no acaba amb la possessió de la pilota viva. Per a guanyar un robatori, el jugador defensiu ha de ser l'iniciador de l'acció que va causar la pèrdua de la pilota, no sols benefactor. Cada vegada que un robatori es registra per un jugador defensiu, un jugador ofensiu ha de ser acreditat amb una pilota perduda.

## Rècords de robatoris en l'NBA

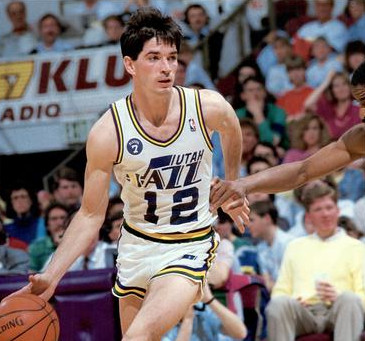
John Stockton, núm. 1 en l'estadística històrica de robatoris de l'NBA.

Els robatoris es van registrar per primera vegada en l'NBA en la temporada 1973-74, mentre que la lliga rival l'ABA va registrar els robatoris per primera vegada durant la mateixa temporada.
- Kendall Gill i Larry Kenon estan empatats en la categoria de més robatoris en un partit de temporada regular de l'NBA amb onze. Kenon ho va registrar el 26 de desembre de 1976, mentre que Gill ho va fer el 3 d'abril de 1999.
- El rècord de més robatoris per un jugador en una temporada de la NBA és 301 per Alvin Robertson en 1985-86.
- El líder en robatoris de tots els temps de la NBA és John Stockton amb 3.265 en la seva carrera.
- El líder de la NBA en robatoris per partit és Alvin Robertson amb una mitjana de 2,71 en la seva carrera (1250 robatoris com a mínim) i 3,67 en una temporada (125 robatoris com a mínim).

## Jugadors notables de l'NBA
Alguns dels grans especialistes defensius de la categoria de robatoris en l'NBA són:
- Walt Frazier: conegut pel seu magistral defensa, que va culminar entorn de la seva capacitat de desviar la pilota mentre l'ofensiu driblava i tallar els passes usant les seves mans increïblement ràpides. Els robatoris no es van registrar durant la primera part de la seva carrera. Segons fonts, una vegada intercepto 8 robatoris consecutius durant un tercer quart davant Atlanta en 1971.
- Allen Iverson: va liderar la lliga en robatoris tres vegades consecutives; té el rècord de més robatoris en un partit de playoffs.
- Michael Jordan: va liderar la lliga en robatoris i robatoris per partit en tres ocasions, tercer de tots els temps en robatoris totals i tercer de tots els temps de robatoris per partit. Segon de tots els temps en robatoris en playoffs darrere de Scottie Pippen.
- Chris Paul: té el rècord de la NBA de més partits consecutius amb un robatori de pilota, va liderar la lliga en robatoris i robatoris per partit en sis ocasions.
- Micheal Ray Richardson: va liderar la lliga en robatoris tres vegades; segon de tots els temps en robatoris per partit.
- Alvin Robertson: va liderar la lliga en robatoris i robatoris per partit en tres ocasions, novè de tots els temps en robatoris totals i primer de tots els temps en robatoris per partit.
- John Stockton: va liderar la lliga en robatoris en dues ocasions, primer de tots els temps en robatoris totals i sisè de tots els temps en robatoris per partit.
- Jerry West: és àmpliament conegut per la seva capacitat d'executar robatoris, però l'estadística no es va registrar fins a la seva última temporada. West va ser el primer jugador a registrar oficialment 10 robatoris en un partit.
- Clyde Drexler: Drexler té 2.207 robatoris en la seva carrera de 15 anys amb els Portland Trail Blazers i els Houston Rockets. És el setè de tots els temps en robatoris totals.

Altres jugadors notables: MookieBlaylock, Do Buse, Maurice Cheeks, Baron Davis, Clyde Drexler, Tim Hardaway, Derek Harper, Ron Harper, Hersey Hawkins, EddieJones, Jason Kidd, Fat Lever, ShawnMarion, Johnny Moore, Gary Payton, Scottie Pippen, Larry Steele, SlickWatts, Gus Williams, Rajon Rondo i Ricky Rubio.